# Sgombero

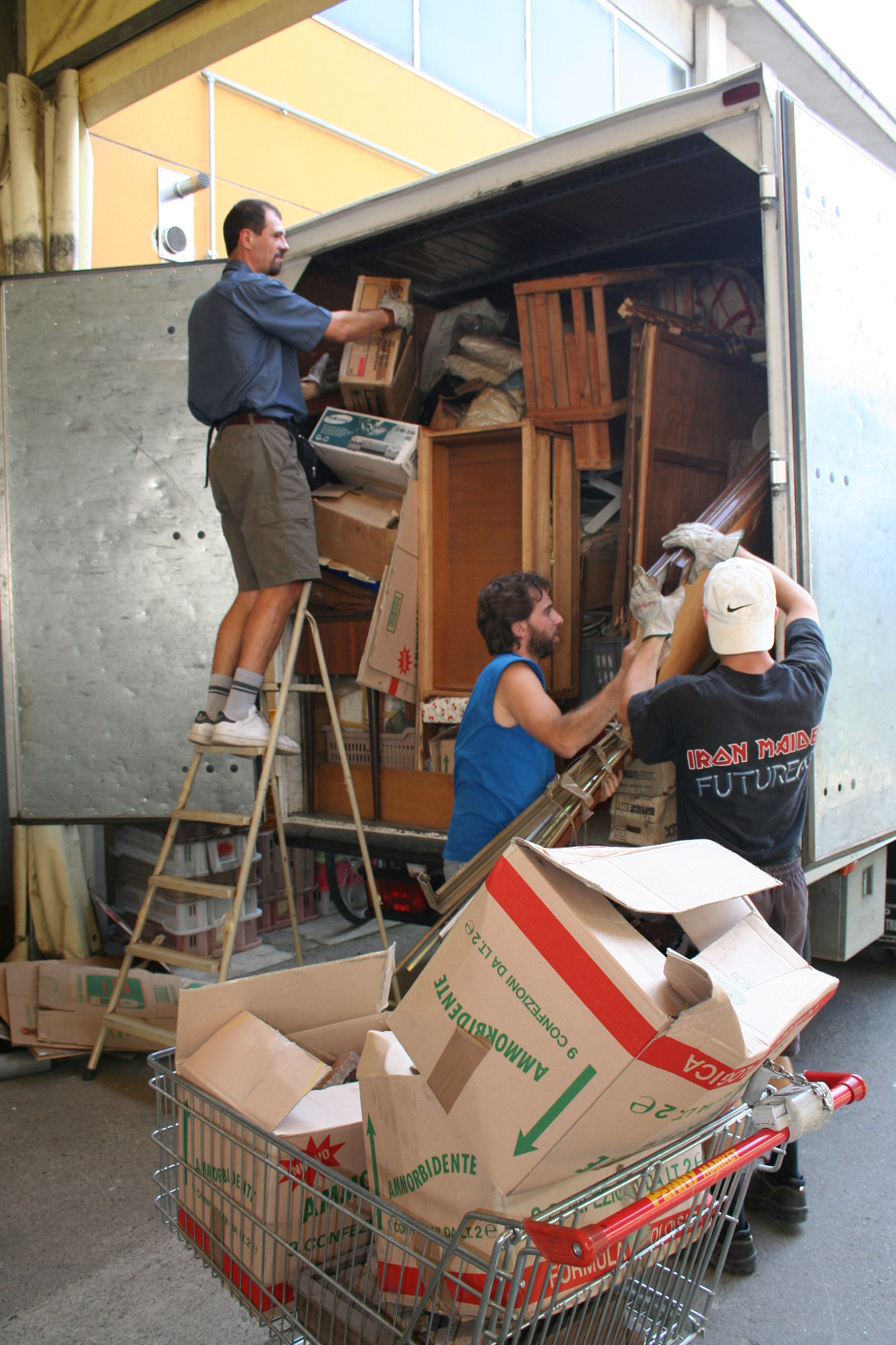
Lo scarico di un camion di sgombero

Nell'uso comune lo sgombero indica l'attività di togliere l'ingombro e portar via oggetti da un luogo ben definito, in genere appartamenti, magazzini, solai e cantine.
Questa attività spesso non può essere effettuata dal proprietario dell'immobile e quindi ci si rivolge ad aziende e più spesso ad imprese sociali per questo servizio. 
Negli ultimi anni, lo sgombero, vista la natura del lavoro richiesto (scarsa o nulla specializzazione necessaria, possibilità di inserimenti lavorativi di persone svantaggiate in un lavoro di squadra), è stato scelto come attività lavorativa da numerose imprese sociali e cooperative impegnate nel campo del sociale. 
Lo sgombero è spesso associato a percorsi di ecosostenibilità attraverso la gestione del materiale ricavato dall'attività primaria dello sgombero stesso.
Vengono attivate delle filiere di riciclo, recupero e riuso di materiali e oggetti di diversa natura: attraverso laboratori di selezione, separazione, restauro, rivalorizzazione; il materiale sgomberato può essere rimesso in circolazione attraverso il circuito del mercato dell'usato, mentre tutto quello che non è possibile ridestinare ad una seconda vita viene avviato ai più idonei canali di smaltimento e di riciclo delle materie prime secondo le opportune filiere ecologiche.